# Костюк, Александр Григорьевич (музыкант)
Александр Григорьевич Костюк (род. 7 апреля 1958, Запорожье, УССР, СССР) — советский и российский композитор, аранжировщик, баянист, аккордеонист. Создатель и руководитель ансамбля «Золотое кольцо» и Национального театра народной музыки и песни «Золотое кольцо», заслуженный артист РФ (1999), заслуженный деятель искусств РФ (2007).

## Биография
Родился в семье инженера Григория Александровича и преподавателя Нины Павловны Костюк. В 14 лет Саша поступил в Запорожское музыкальное училище, которое окончил с красным дипломом, стал лауреатом областных, зональных конкурсов.
В 1978 поступил в Государственный музыкально-педагогический институт имени Гнесиных.
В студенческие годы началась профессиональная работа в ансамбле «Былина», в котором играл на многих народных инструментах, первой солисткой ансамбля «Былина» была Алла Перфилова (Валерия), подрабатывал в художественной самодеятельности, руководил хорами. Через год после окончания института женился на Надежде Кадышевой.
В 1988 году Александр Костюк создал ансамбль «Золотое кольцо», солисткой которого стала Надежда Кадышева. Вначале ансамбль много гастролировал за границей и был там очень популярен, при том, что в России о нём знали только по записям, которые привозили из Германии и Японии. В 1993 году студия «Союз» предложила ансамблю сотрудничество, и с этого началось признание ансамбля в России. Песня А. Костюка на слова П. Черняева «Течёт ручей», стала всенародным хитом. Александр Костюк написал музыку к большинству песен, в том числе к таким, как «Широка река», «Всё уже когда-то было», «Вхожу в любовь» и «Когда-нибудь» (слова Е. Муравьёва); «Плачет дождик» (слова В. Степанова) и «Подари, берёзка» (слова А. Стефанова).
Член партии «Единая Россия»

## Награды и должности
- «Заслуженный артист Российской Федерации» (1999)[4]
- «Заслуженный деятель искусств Российской Федерации» 27.05.2007[5]

## Личная жизнь

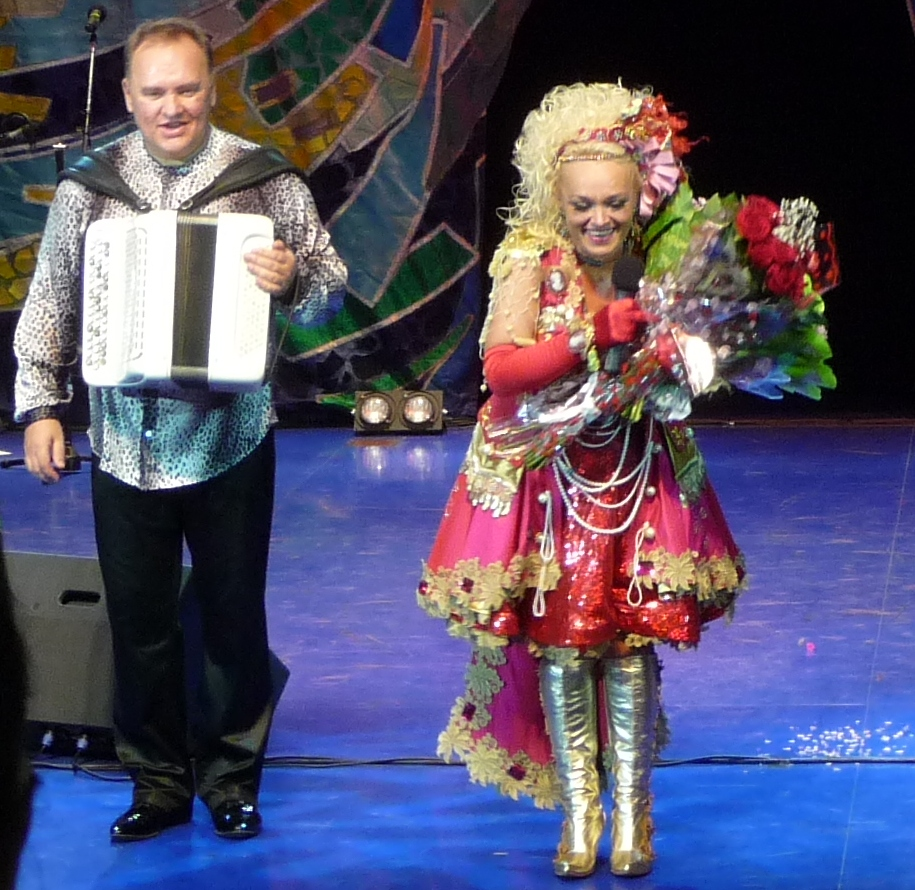
Александр Костюк и Надежда Кадышева

Жена (с 1983 года) — Надежда Кадышева (род. 1 июня 1959), российская певица эрзянского происхождения, солистка ансамбля «Золотое кольцо», народная артистка РФ (1999). В 1992 году Кадышева и Костюк повенчались в главном православном храме Сан-Франциско.
Сын — Григорий Костюк (род. 27 мая 1984) работает с родителями концертным директором.
Невестка (с 1 сентября 2011) — Анжелика Алексеевна Бирюкова (род. 28 августа 1977) — пресс-атташе спорткомплекса «Лужники», дочь бизнесмена Алексея Бирюкова и племянница заместителя мэра Москвы Петра Бирюкова. Свадьбу играли в музее-усадьбе «Архангельское». Тамадой на свадьбе сына и невестки был Николай Басков.